# 小信
小信（しょうしん）は、604年から648年まで日本にあった冠位である。冠位十二階の第8で、大信の下、大義の上にあたる。

## 概要
推古天皇11年12月5日（604年1月11日）に制定され、大化3年（647年）制定の七色十三階冠制により、翌大化4年（648年）4月1日に廃止になった。13階のどこに引き継がれたかについては2説が対立する。一つは大信とともに13階中第10階の小青にまとめられたとするもの。もう一つは、13階中第11階の大黒に、大礼・小礼・大信とともにまとめられたというものである。

## 小信の人物
小信の冠位を受けた人物は知られない。